# Acroporium microthecium
Acroporium microthecium är en bladmossart som beskrevs av Brotherus 1925. Acroporium microthecium ingår i släktet Acroporium och familjen Sematophyllaceae. Inga underarter finns listade i Catalogue of Life.